# IC 2565
IC 2565 је лентикуларна галаксија у сазвјежђу Мали лав која се налази на листи објеката дубоког неба у Индекс каталогу.
Деклинација објекта је + 27° 55' 48" а ректасцензија 10h 21m 17,9s. Привидна величина (магнитуда) објекта IC 2565 износи 14,2 а фотографска магнитуда 15,2. IC 2565 је још познат и под ознакама CGCG 154-4, 1ZW 24, PGC 30288.